# Kolej linowo-terenowa na Likawitos
Kolej linowo-terenowa na Likawitos (gr. Τελεφερίκ Λυκαβηττού, Teleferik Likawitu) – kolej linowo-terenowa w Atenach, łącząca ulice Aristipu i Plutarchu ze wzgórzem Likawitos i stojącą tam kaplicą św. Jerzego.

## Historia
Wzgórze Likawitos stanowi najwyższy punkt w centrum Aten (277 m n.p.m.). Ze względu na strome ściany nigdy nie stanowiło atrakcyjnego celu ludzkiej działalności. Po II wojnie światowej na szczycie zbudowano amfiteatr. Góra stanowi natomiast doskonały punkt widokowy na stolicę Grecji i przyciąga licznych turystów, w związku z czym jest udostępnione szlakami i ścieżkami pieszymi.
W celu skrócenia czasu wejścia w 1960 rozpoczęto budowę kolei linowo-terenowej uprzystępniającej wzgórze wszystkim chętnym, także osobom z różnymi ograniczeniami. 18 kwietnia 1965 zakończono budowę, a ruch zainaugurowano dnia następnego. W 2002 wymieniono wagony na nowe i odnowiono układy mechaniczne oraz elektryczne linii. Kolej kursuje przez cały rok od rana do późnych godzin nocnych, choć zimą ruch kończy się wcześniej. Zgodnie z rozkładem jazdy jeździ co 30 minut, ale w godzinach szczytu częstotliwość może wzrastać do 10 minut. Długość linii wynosi 210 metrów, a cała podróż (w tym przejazd przez tunel) zajmuje około trzy minuty. Na linii kursują dwa wagony, każdy o pojemności 34 osób. W środku trasy znajduje się mijanka. Średnio w roku kolej przewozi około 300 000 pasażerów.

## Panorama
Wjazd koleją do górnej stacji umożliwia obejrzenie dookolnej panoramy Aten z Akropolem, Świątynią Zeusa Olimpijskiego i portem w Pireusie włącznie.

## Galeria

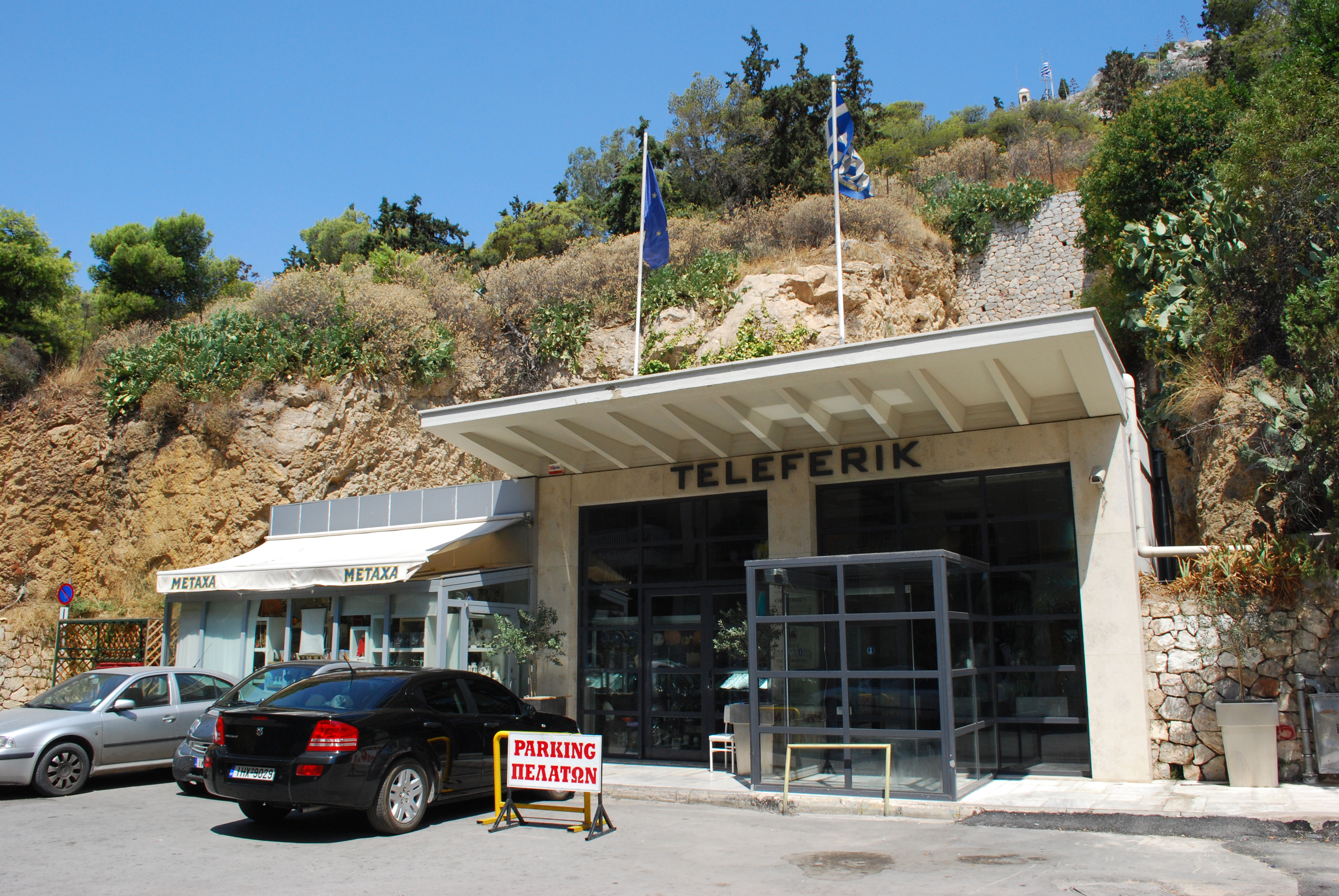
Stacja dolna z zewnątrz
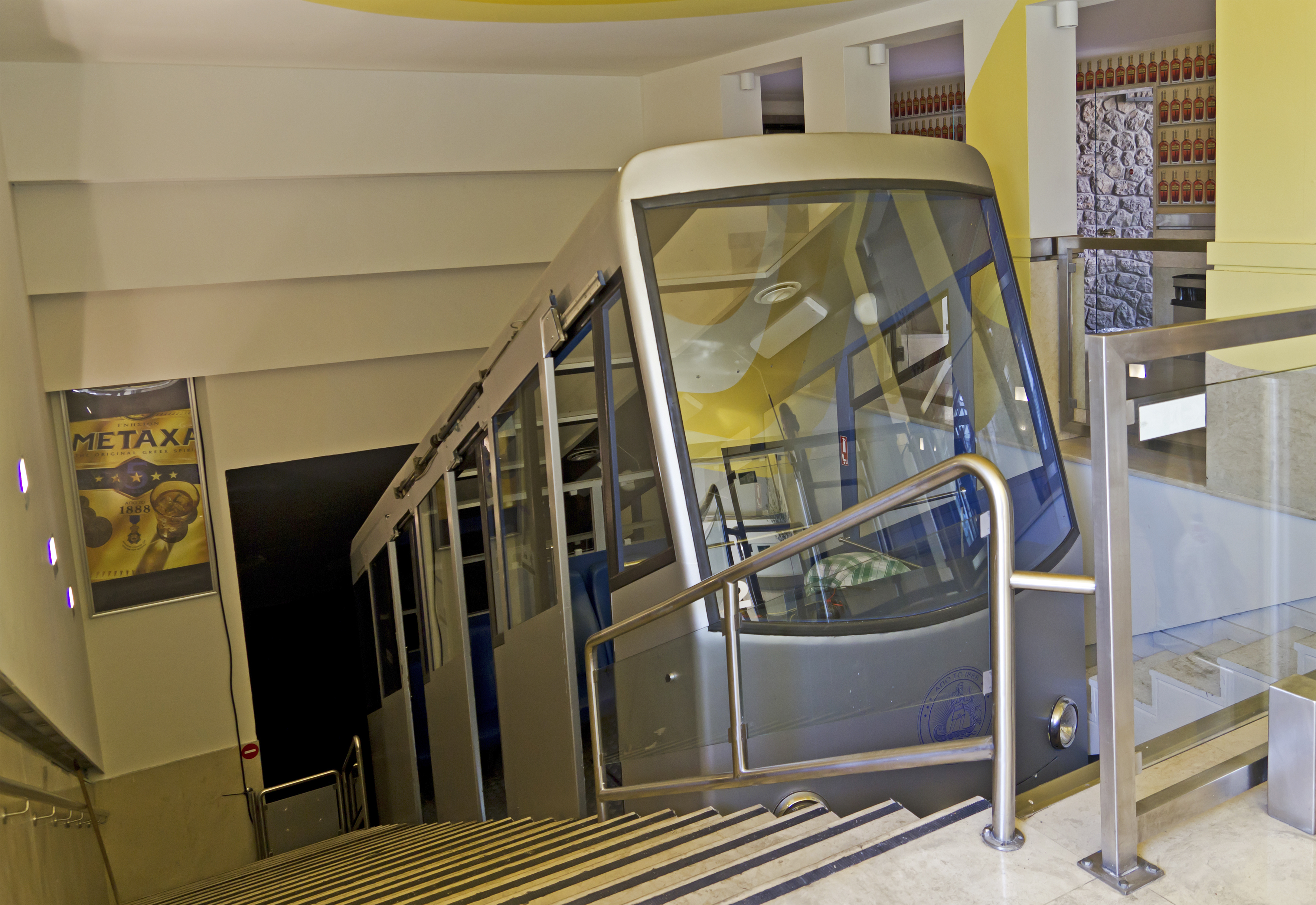
Stacja górna
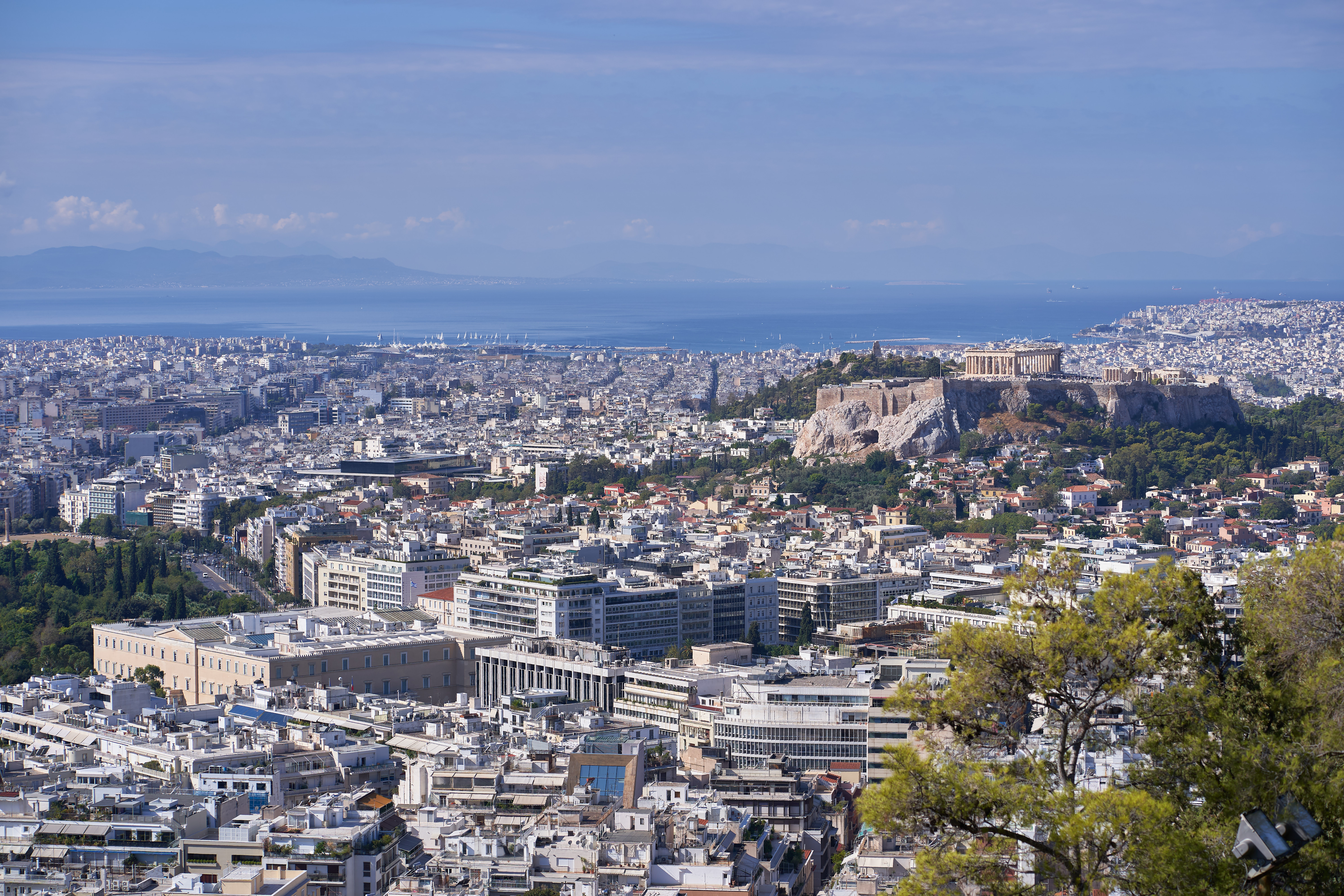
Widok na Akropol